# Oktay Sinanoğlu
Oktay Sinanoğlu, född 25 februari 1935 i Bari, Italien, död 19 april 2015 i Florida, USA, var en turkisk forskare inom teoretisk kemi och molekylärbiologi, verksam vid Yale University, Harvard University, Orta Doğu Teknik Üniversitesi och Yıldız Teknik Üniversitesi.